# Hermann Schneider (Winzer)

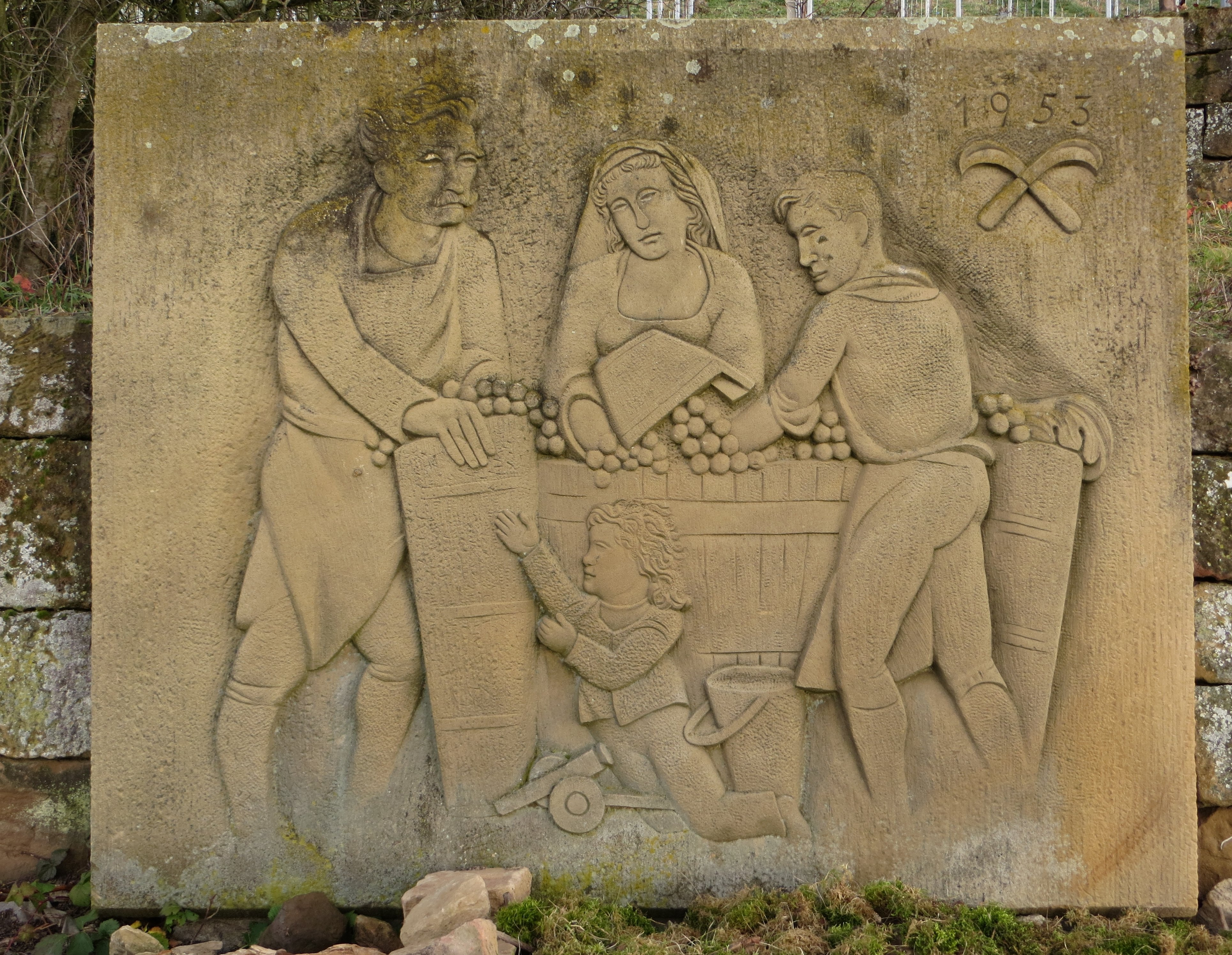
Sandsteinrelief Weingärtnerfamilie von Hermann Brellochs am Heilbronner Wartberg, 1953. Der Vater trägt die Züge von Hermann Schneider.

Hermann Martin Schneider (* 15. April 1879 in Heilbronn; † 19. Mai 1955 ebenda) war Weingärtner und Abgeordneter im ersten und zweiten Landtag von Württemberg-Baden. Er hat sich große Verdienste um den Weinbau erworben.

## Leben
Schneider entstammte einer alten Heilbronner Weingärtnerfamilie und machte sich früh um die Züchtung von Qualitätsrebsorten verdient. Zu seinen Züchtungen zählen der Schneider-Trollinger sowie die Rebsorten-Klone Schwarzriesling 26/8, Trollinger 4/7 und Trollinger 29/5. Die Schwarzriesling-Mutation Samtrot wurde 1928 von Schneider in seinem Heilbronner Weinberg entdeckt und 1929 von der Staatlichen Lehr- und Versuchsanstalt für Wein- und Obstbau in Weinsberg zur Vermehrung übernommen.
Ab 1929 gehörte Schneider als Ausschussmitglied dem Württembergischen Weinbauverein an, von 1930 bis 1934 war er Vorstand der Weingärtnergesellschaft 1888 Heilbronn (der späteren Genossenschaftskellerei Heilbronn-Erlenbach-Weinsberg), danach hatte er einen Sitz im Reichsweinbeirat. Nach dem Zweiten Weltkrieg zählte er zu den Gründern des Weinbauvereins Württemberg-Baden e.V. (ab 1953 Weinbauverband), dessen erster Vorsitzender er war und unter dessen Ägide schon kurz nach der Gründung das bis heute bestehende Verbandsorgan Rebe & Wein ins Leben gerufen wurde. Auf Schneider geht 1950 die erstmalige Wahl einer Württembergischen Weinkönigin zurück, außerdem gelang ihm mit der Württembergischen Weinbaugehilfenprüfung die offizielle Anerkennung des weinrechtlichen Berufsbildes des Winzers. Schneider war in Gremien und Ausschüssen bei der DLG, beim Deutschen Weinbauverband und beim Bundeslandwirtschaftsministerium tätig. Für seine Verdienste um den Weinbau erhielt er 1952 das Bundesverdienstkreuz (Steckkreuz).
Schneider war von 1933 bis 1935 und von 1946 bis 1955 Mitglied des Heilbronner Gemeinderats. Er wurde für den Wahlkreis Heilbronn 1946 in die Verfassunggebende Landesversammlung von Württemberg-Baden und als Abgeordneter der DVP in die beiden Landtage von Württemberg-Baden gewählt.